# Giải Olof Palme
Giải Olof Palme là một giải thưởng của Thụy Điển, được trao hàng năm cho những người hoặc tổ chức có các đóng góp đáng kể cho nhân đạo và hòa bình theo tinh thần của cố thủ tướng Thụy Điển Olof Palme.
Giải thưởng bao gồm một bằng khen thưởng và 100.000 đô la Mỹ.
Giải thưởng được thành lập vào tháng 2 năm 1987 và được trao bởi Quỹ Tưởng niệm Olof Palme về Thông cảm Quốc tế và An ninh Chung (tiếng Thụy Điển: Olof Palmes minnesfond för internationell förståelse och gemensam säkerhet), một quỹ được thành lập bởi gia đình Olof Palme và Đảng Dân chủ Xã hội Thụy Điển để tưởng nhớ Olof Palme.

## Các người đoạt giải
- 1987 Cyril Ramaphosa (Nam Phi)
- 1988 Lực lượng gìn giữ Hòa bình của Liên Hợp Quốc dưới sự lãnh đạo của Javier Pérez de Cuéllar
- 1989 Václav Havel (Tiệp Khắc)
- 1990 Harlem Désir và SOS Racisme (Pháp)
- 1991 Amnesty International
- 1992 Arzu Abdullayeva và Anahit Bayandour (Armenia) và (Azerbaijan)
- 1993 Students for Sarayevo
- 1994 Ngụy Kinh Sinh (Trung quốc)
- 1995 Phong trào thanh niên Fatah (Palestine), Ban lãnh đạo thanh niên của đảng Lao động Israel và phong trào Peace Now
- 1996 Casa Alianza dưới sự lãnh đạo của Bruce Harris (Trung Mỹ)
- 1997 Salima Ghezali (Algérie)
- 1998 Các phương tiện truyền thông đại chúng độc lập ở Nam Tư cũ, đại diện bởi Veran Matic, (Serbia), Senad Pecanin, (Bosna và Hercegovina) và Victor Ivancic, (Croatia).
- 1999 Các người Thụy Điển chống phân biệt chủng tộc: Kurdo Baksi, Björn Fries và nhóm cha mẹ ở Klippan, đại diện việc huy động dân chúng chống chủ nghĩa phân biệt chủng tộc và chủ nghĩa bài ngoại đang lớn lên ở trong nước.
- 2000 Bryan Stevenson (Hoa Kỳ)
- 2001 Fazle Hasan Abed (Bangladesh) và girls' education
- 2002 Hanan Ashrawi (Palestine)
- 2003 Hans Blix (Thụy Điển)
- 2004 Lyudmila Alexeyeva, Sergei Kovalev, Anna Politkovskaya (Nga)
- 2005 Aung San Suu Kyi (Miến Điện)
- 2006 Kofi Annan, Mossaad Mohamed Ali (The Amel Centre for the Treatment and Rehabilitation of Victims of Torture in South Darfur), (Ghana) và (Sudan)
- 2007 Parvin Ardalan (Iran)
- 2008 Denis Mukwege (Cộng hòa Dân chủ Congo)
- 2009 Carsten Jensen (Đan Mạch)
- 2010 Eyad el-Sarraj (Palestine)
- 2011 Lydia Cacho (Mexico), Roberto Saviano (Ý)[1]
- 2012 Radhia Nasraoui, Waleed Sami Abu AlKhair
- 2013 Rosa Taikon
- 2014 Xu Youyu
- 2015 Gideon Levy, Mitri Raheb[2]
- 2016 Spyridon Galinos, Giusi Nicolini
- 2017 Hédi Fried, Emerich Roth
- 2018 Daniel Ellsberg
- 2019 John le Carré[3][4]
- 2020 Black Lives Matter Global Network Foundation[5]